# Valladolid (provins)
Valladolid er en provins i den nordvestlige del af  Spanien, centralt i den autonome region Castilien og Leon. Den grænser til provinserne Palencia, Zamora, León, Burgos, Segovia  og Salamanca. Den dækker et område på 8.110 km². 
Provinsen har omkring 720.000 indbyggere og næsten to tredjedele af disse bor i provinshovedstaden Valladolid, som også er regionshovedstad i den autonome region. Der er 225 kommuner i provinsen, men en tredjedel af disse har færre end 1.000 indbyggere. 